# Passions d'espionnage
Pour plus de détails, voir Fiche technique et Distribution.
Passions d'espionnage (en russe : Шпионские страсти) est un film d'animation soviétique réalisé par Efim Gamburg sorti en 1967. C'est une parodie ridiculisant les clichés des films d'espionnage.

## Synopsis
Un prodigieux appareil dentaire est créé en URSS. Le chef d'un service de renseignement étranger, Stumpf, souffrant d'une rage de dents, l'apprend. Il élabore un plan pour voler cette invention, appelle son meilleur agent et lui confie la mission secrète. Plusieurs agents sous toutes sortes de couvertures en URSS s’apprêtent à se joindre à l'opération.
Le service de renseignement soviétique découvre les plans insidieux avant même le début de leur mise en œuvre. Le général Sidortsev appelle le colonel Sidorov (sur le point de partir en permission), qui appelle le capitaine Sidorine (le jour de son mariage) et le lieutenant Sidorkine (en visite chez sa mère). Tous ensemble, avec l'aide discrète et naturelle des citoyens soviétiques, adultes, enfants et même les animaux, ils contrecarrent les plans des espions, rééduquant au passage un jeune "maillon faible" sur le point de "vendre son âme au diable" pour quelques dollars et un magazine de charme.
Le film se termine par la victoire complète du contre-espionnage soviétique et l'humiliation des ennemis.

## Fiche technique
- Titre : Passions d'espionnage
- Titre original russe : Шпионские страсти
- Réalisation : Efim Gamburg
- Scénario : Lazare Laguine
- Photographie : Mikhaïl Drouïan
- Direction artistique : Natan Lerner (ru)
- Animateurs : Renata Mirenkova (ru), Elvira Maslova (ru), Iouri Boutyrine (ru), Natalia Bogomolova (ru), Antonina Alechina (ru), Iosif Kouroïan (ru)
- Son : Gueorgi Martyniouk (ru)
- Montage : Isabelle Guerassimova
- Rédaction : Raïssa Fritchinskaïa (ru)
- Production : Soyuzmultfilm
- Genre : film d'espionnage
- Format : noir et blanc - mono
- Pays :  Union soviétique
- Durée : 20 minutes 46 secondes
- Sortie : 1967